# Carme dei fratelli
Il Carme dei fratelli o Poesia dei fratelli (noto a livello internazionale con il titolo anglofono di Brothers Poem) è un componimento della poetessa della Grecia arcaica Saffo, considerato perduto fino a quando non fu ritrovato nel 2014 nella sua interezza (fatta eccezione per i versi d'apertura) su un frammento di papiro, assieme ad altre poesie a lei attribuite.
La paternità venne stabilita prendendo in considerazione alcuni aspetti del linguaggio e dello stile e soprattutto il fatto che in esso vengono per la prima volta direttamente citati due dei fratelli dell'autrice, Carasso e Larico, prima noti soltanto da fonti terze. La poesia è strutturata come una lettera, nella quale la narratrice castiga il destinatario sconosciuto per aver insistito in modo fastidioso sul ritorno di Carasso (possibilmente da un viaggio commerciale), sostenendo che la sua vita è nelle mani degli dèi e offrendosi di pregare Era per il suo ritorno. Passa quindi a Larico, che spera possa alleviare dai problemi la sua famiglia quando sarebbe diventato un uomo.
Alcuni studiosi tendono a dare un peso più storico che letterario al carme, concentrando la loro ricerca sulle identità del mittente e del destinatario e sui suoi fondamenti biografici, mentre altri esaminano il suo valore all'interno nel corpus di Saffo, nonché i suoi legami con l'epica Greca, in particolare il nostos dell'Odissea. Furono offerte varie ricostruzioni dei versi di apertura mancanti.

## Preservazione
Si presume che Saffo abbia scritto circa diecimila versi poetici: di questi, soltanto circa 650 sono giunti fino ai nostri giorni e vanno dall'Inno ad Afrodite, l'unico componimento sopravvissuto nella sua interezza, a numerose poesie di cui rimangono singole parole sparse. Nel 2014, i filologi Dirk Obbink, Simon Burris e Jeffrey Fish trovarono e resero note cinque pagine di papiro contenenti nove carmi attribuiti alla poetessa: sei erano già noti (i frammenti 5, 9, 16, 17, 18, e 26) mentre i rimanenti tre erano del tutto inediti, ovvero il 16a, 18a e per l'appunto Il carme dei fratelli, catalogato come P. Sapph. Obbink e che presumibilmente faceva parte di un'edizione critica del primo libro di poesie di Saffo di epoca alessandrina. Ciò rese la scoperta il più ricco ritrovamento del corpus saffico dal 1922. I nove versi successivi sono noti come l'Afrodite violenta (frammento 26, detto Kypris Poem)
Con il metodo del carbonio-14, il P. Sapph. Obbink (che ha dimensioni 176 x 111 millimetri) è databile al periodo che va dal I al III secolo, in quanto coerente con la calligrafia dell'epoca. Il rotolo originario, presumibilmente prodotto ad Alessandria d'Egitto e portato ad al-Fayyum, potrebbe essere stato danneggiato, indi riparato ed in seguito riutilizzato, come Obbink suggerisce, come cartonnage (un materiale simile a cartapesta realizzato con lino e papiro) per la copertina di un libro. In un secondo papiro, il P.Oxy.XXI 2289, pubblicato da Edgar Lobel nel 1951, è conservato un estratto del carme, dimostrando che almeno una stanza precedette la versione ben conservata.
P. Sapph. Obbink risulta, secondo l'autore e studioso statunitense James Romm, il frammento su papiro di Saffo meglio conservato di tutti. Fece parte della collezione di David Moore Robinson, che lo aveva acquistato nel 1954 da un mercante egiziano, Sultan Maguid Sameda, proprietario di una galleria d'arte a Il Cairo. Lasciato dapprima alla Biblioteca dell'Università del Mississippi, fu venduto all'asta nel 2011 a un collezionista di Londra. Fu proprio costui, rimasto nell'anonimato, a consegnarlo ad Obbink, capo del progetto di ricerca dei Papiri di Ossirinco dell'Università di Oxford, dandogli il permesso di analizzarlo.

## Testo

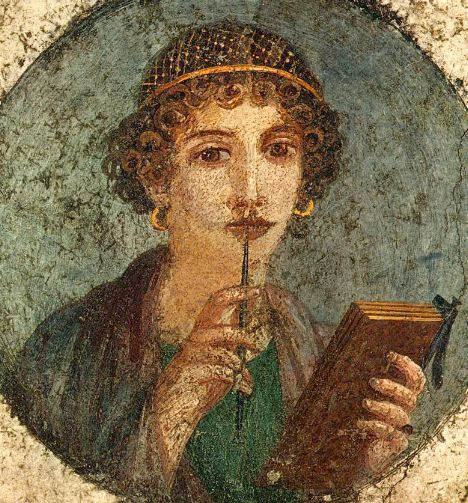
Un particolare di affresco pompeiano, detto "Saffo"

. . . . . . . . . . . . . . . . . . . . . . . . .

[. . . . . . . . . . . . . . . . . . . .

Ἀλλ’ ἄϊ θρύλησθα Χάραξον ἔλθην

νᾶϊ σὺν πλήαι. τὰ μέν οἴομαι Ζεῦς

οἶδε σύμπαντές τε θέοι· σὲ δ᾽οὐ χρῆ

ταῦτα νόησθαι,

ἀλλὰ καὶ πέμπην ἔμε καὶ κέλεσθαι

πόλλα λίσσεσθαι βασίληαν Ἤραν

ἐξίκεσθαι τυίδε σάαν ἄγοντα

νᾶα Χάραξον

κἄμμ’ ἐπεύρην ἀρτέμεας. τὰ δ’ ἄλλα

πάντα δαιμόνεσσιν ἐπιτρόπωμεν·

εὐδίαι γὰρ ἐκ μεγάλαν ἀήταν

αἶψα πέλονται.

τῶν κε βόλληται βασίλευς Ὀλύμπω

δαίμον’ ἐκ πόνων ἐπάρωγον ἤδη

περτρόπην, κῆνοι μάκαρες πέλονται

καὶ πολύολβοι·

κἄμμες, αἴ κε τὰν κεφάλαν ἀέρρη

Λάριχος καὶ δή ποτ᾽ ἄνηρ γένηται,

καὶ μάλ’ ἐκ πόλλαν βαρυθυμίαν κεν

αἶψα λύθειμεν.»
. . . . . . . . . . . . . . . . . . . . . . . . .

[. . . . . . . . . . . . . . . . . . . .

ma tu non fai che ripetere che Carasso è arrivato

con la nave stracolma: è cosa, credo,

che sanno Zeus e tutti gli dèi, ma non a questo

tu devi pensare,

bensì a congedarmi e invitarmi a rivolgere

molte suppliche a Era sovrana perché

giunga fin qua portando in salvo

la sua nave Carasso

e sane e salve (o ‘sani e salvi’) ci trovi:

tutto il resto affidiamolo ai numi,

ché a grandi tempeste d’improvviso

succede il bel tempo.

Coloro a cui il sovrano d’Olimpo voglia

mandare un demone che infine li protegga

dalle traversie, quelli diventano felici

e molto prosperi.

Anche noi, se alzasse la testa Larico

e diventasse finalmente un vero uomo,

allora sì che saremmo subito liberate (o ‘liberati’)

da molte tristezze.»
(Saffo, il Carme dei fratelli; traduzione “provvisoria” di Franco Ferrari)

## Analisi

### Contenuto
La poesia è costituita da venti versi ripartiti in cinque strofe saffiche, un metro tipico composto da tre versi lunghi ed uno più breve. L'attacco, come accennato, è andato perduto, ma si stima che esso fosse formato da una, massimo tre strofe. Appartiene al genere dei nostoi, le preghiere di ritorno a casa, che Saffo scrisse molte volte, come testimoniato dai frammenti 5, 15 e 17.
La poesia è strutturata come una lettera, nella quale la narratrice castiga il destinatario sconosciuto per aver insistito in modo fastidioso sul ritorno di Carasso (possibilmente da un viaggio commerciale), sostenendo che la sua vita è nelle mani degli dèi e offrendosi di pregare Era per il suo ritorno. Passa quindi a Larico, che spera possa alleviare dai problemi la sua famiglia quando sarebbe diventato un uomo.
La narrazione consiste in un rimprovero di un interlocutore anonimo, strutturato in due sezioni parallele, riguardanti uno Carasso (per il quale si prega per il ritorno da un viaggio commerciale) e l'altro Larico (che invece si spera cresca vigoroso e capace di occupare un posto di prestigio fra i circoli elitari di Lesbo).
Le prime due stanze esistenti trattano del ritorno di Carasso: nella prima, la poetessa rimprovera il destinatario di aver ripetutamente detto che quello tornerà «con la sua nave piena», che solo le divinità sono a conoscenza di simili questioni, e che ella dovrebbe essere mandata a pregare Era per la salute del fratello. La terza e la quarta stanza si sviluppano in un esame più generale della dipendenza umana dagli dèi: mentre le fortune umane sono mutevoli (vv. 11-12, «giacché la pace dalle grandi tempeste/presto sussegue»), Zeus dà fortuna a coloro che predilige. Nella strofa finale, si spera che Larico «[alzerà] la testa in alto» (v. 17) e che diventi «un ανερ [uomo] in tutti i sensi», come afferma Obbink, in grado di risolvere tutti i problemi famigliari.

### Paternità
La paternità venne stabilita prendendo in considerazione alcuni aspetti del linguaggio e dello stile e soprattutto il fatto che in esso vengono per la prima volta direttamente citati due dei fratelli dell'autrice, Carasso e Larico, prima noti soltanto da fonti terze. Quando Obbink pubblicò la poesia nel 2014, l'attribuì a Saffo in base al metro stilistico caratteristico della sua produzione, al dialetto (eolico) e al riferimento a Carasso e Larico, entrambi identificati in altre fonti come suoi fratelli. È però possibile che il testo sia un antico falso, sebbene sia stato incluso in almeno alcune edizioni ellenistiche della poetessa (dalle quali deriva il P.Oxy. 2289). Tuttavia, le prove fornite da Erodoto indicano che Carasso fu menzionato in carmi attribuiti a lei durante il V secolo a.C. e pertanto, con molta probabilità, l'opera proviene almeno autenticamente dall'arcaica Lesbo.

### Personaggi
Mittente
Il mittente è senza nome e identificare il primo con la stessa Saffo è fondamentale per l'interpretazione del carme: Melissa Mueller, professoressa associata del Department of Classics dell'Università del Massachusetts di Amherst, sostiene che sia proprio lei, alla luce della generale interpretazione del componimento come autobiografico, e al fatto che, come osservato dal ricercatore André Lardinois dell'Università Radboud di Nimega, la maggior parte della produzione poetica di Saffo presenta delle donne come narratrici. Non tutti gli studiosi però sono concordi su questo: Bär ed Eva Stehle dell'Università del Maryland sostengono che l'oratrice sia una versione fittizia o letteraria della poetessa. In particolare, Obbink suggerisce che debba essere vista come una giovane donna: poiché si desume che suo fratello Larico (che può essere solo più giovane, almeno di sei anni, dato che ha l'età che lei aveva quando il loro padre morì, in una tradizione biografica conservata nelle Eroidi di Ovidio) sta per raggiungere la sua età (circa dodici, secondo Obbink), ella deve essere un'adolescente.
Destinatario

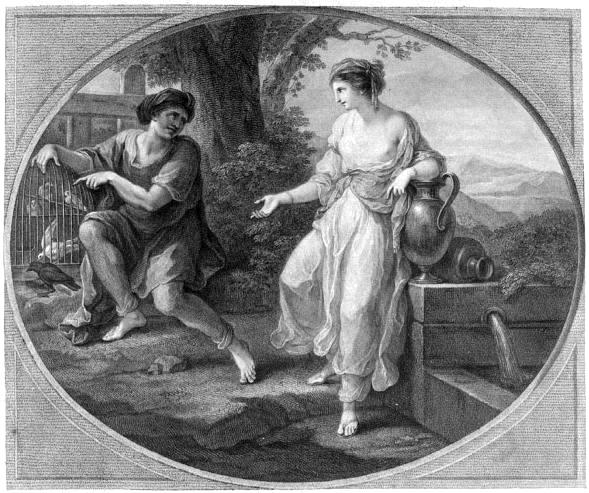
Rodopi (con Esopo) in un'incisione di Francesco Bartolozzi del 1782, basata su un originale di Angelica Kauffman

Anche il destinatario è anonimo nel frammento superstite: Camillo Neri, professore ordinario del Dipartimento di Filologia Classica e Italianistica dell'Università di Bologna, elenca undici possibili candidati (tra cui compaiono Scamandronimo, il padre di Saffo; Cleide, sua madre; Erigio, un terzo fratello noto dalle fonti antiche ma non menzionato nel carme; la figlia di Saffo, chiamata anche lei Cleide; un altro familiare o conoscente; uno schiavo e infine la stessa poetessa). Obbink suggerisce che i più papabili siano Rodopi o Dorica, descritta in fonti antiche come l'amante di Carasso, e la madre di Saffo, alla quale erano state indirizzate altre poesie (scelta avvalorata dalla maggior parte degli studiosi, tra cui Martin Litchfield West, Franco Ferrari, Neri e Leslie Kurke). Sicuramente, doveva essere qualcuno preoccupato per Carasso.
Larico e Carasso
Infine, Carasso e Larico sono identificati già nelle fonti storiche come i fratelli della poetessa: il primo viene infatti menzionato per la prima volta da Erodoto, che descrive il suo amore per la cortigiana Rodopi, e da Strabone e Ateneo, i quali riportano la sua vita da commerciante di vino; il secondo invece viene citato sempre da Ateneo, che racconta della sua mansione in gioventù di versatore di vino presso il pritaneo di Mitilene. Ciononostante, alcuni studiosi contemporanei dubitano se siano realmente esistiti. Ad esempio, Lardinois li considera dei personaggi immaginari, facendo un paragone con la poesia di Archiloco su Licambe e le sue figlie, generalmente considerate come una leggenda.

#### Il dibattito sull'identità del mittente e del destinatario
L'identificazione delle due figure centrali del carme suscitò un certo dibattito presso l'ambiente storico-letterario. Anton Bierl, docente di Lettere Classiche dell'Università di Basilea, sostiene che la disputa centrale della poesia sia tra le ideologie maschili e quelle femminili, suggerendo che l'offerta dell'oratore di pregare Era sia una «soluzione adeguata al suo sesso» e che sia in contrasto con la convinzione patriarcale che i problemi della famiglia possano essere risolti soltanto attraverso il lavoro e la ricerca di ricchezze da parte di Carasso. Pertanto il destinatario sarebbe un parente maschio. Questa tesi è sposata anche da Lardinois, visto che, secondo lui, la stessa madre sarebbe potuta andare a pregare la dea e quindi non avrebbe senso mandare la figlia per suo conto.
Di opinione opposta sono Mueller e Leslie Kurke, soprattutto per il fatto che viene utilizzato nel carme, per indicare il parlare col destinatario, il termine  θρυλεω ("chiacchiere" o "battibecco"), che ha connotazioni dispregiative, ed è quindi poco probabile che la poetessa lo usasse indirizzato ad un uomo.
Anja Bettenworth reputa che il destinatario abbia uno status sociale inferiore rispetto a Saffo, sempre basato sulla scelta della suddetta parola, sebbene Kurke sia di tutt'altro avviso, poiché esso si aspetta che ella vada a pregare Era.